# Fabio Grangeon
Fabio Julien Victor Grangeon (nascido em 27 de janeiro de 1989) é um ator francês radicado em Taiwan, mais conhecido por interpretar o padre Oliver no filme de romance Your Name Engraved Herein (2020) e Charles Le Gendre na série dramática histórica Seqalu: Formosa 1867 (2021).

## Início da vida e educação
Grangeon nasceu em 27 de janeiro de 1989, em Toulouse, França. Como seus pais têm uma forte paixão por viagens, ele residiu em diferentes países do Caribe desde a infância e frequentou várias escolas. Grangeon frequentou a Universidade Toulouse III Paul Sabatier para estudar comércio internacional em 2010 e trabalhou meio período como modelo durante seus anos de universidade. Em 2010, Grangeon fez um intercâmbio na Universidade Ming Chuan por nove meses para aprender mais sobre a cultura asiática. Ele concluiu seu bacharelado e brevemente teve aulas de atuação em Paris após retornar à França. No entanto, ele se lembrou da vida em Taiwan e retornou a Taiwan logo depois.

## Carreira
Após retornar a Taiwan, Grangeon começou a trabalhar como modelo freelance e se juntou ao talk show da EBC Half and Half como um dos apresentadores em 2014. Ele começou a receber atenção do público com o programa e foi convidado para co-apresentar vários outros programas de televisão da EBC no ano seguinte. Grangeon também apareceu no filme de romance de 2017 Chi qing nan zi han e estrelou um papel principal no filme de romance de 2019 When Green Turns to Gold.
Em 2020, Grangeon foi escalado para um papel coadjuvante no filme de romance com temática homossexual Your Name Engraved Herein. Ele interpretou um padre franco-canadense que hesitou em abençoar o relacionamento do jovem casal gay e ganhou renome público com o papel. Grangeon conseguiu seu primeiro grande papel na televisão como Charles Le Gendre, um diplomata americano nascido na França que foi encarregado de investigar o incidente do Rover, na série dramática histórica de 2021 Seqalu: Formosa 1867. Para se preparar para o papel, Grangeon ganhou 8 kg de peso e perdeu 5 kg de gordura. Ele também pesquisou a história de Taiwan no século XIX, a fim de retratar autenticamente a figura histórica.

## Vida pessoal
Grangeon ficou noivo de Desiree Wu em agosto de 2020, e se casou no final de 2021. Sua filha nasceu em novembro de 2022.

## Filmografia

### Cinema
| Ano  | Título                    | Personagem                 | Notas            |
| ---- | ------------------------- | -------------------------- | ---------------- |
| 2016 | Temptations from the Doll | Marido Traidor             | Curta-metragem   |
| 2017 | Chi qing nan zi han       | Matt                       | Papel recorrente |
| 2017 | Tian sheng bu dui         | Henry, vendedor de sapatos | Papel recorrente |
| 2019 | When Green Turns to Gold  | Leon                       | Papel recorrente |
| 2020 | Your Name Engraved Herein | Padre Oliver               | Papel recorrente |

### Televisão
| Ano  | Título               | Personagem                      | Notas           |
| ---- | -------------------- | ------------------------------- | --------------- |
| 2021 | Love Is Science?     | Daniel King, pintor (Ep. 12-13) | Papel convidado |
| 2021 | Seqalu: Formosa 1867 | Charles Le Gendre               | Papel principal |